# Mohamed Arafet Naceur
Mohamed Arafet Naceur (4 de novembro de 1988) é um jogador de vôlei de praia tunisiano.

## Carreira
Mohamed Arafet Naceur representou, ao lado de Choaib Belhaj Salah, seu país nos Jogos Olímpicos de Verão. Nos Jogos Olímpicos de Verão de 2016, terminando na fase de grupos.